# Claudia Schoppmann

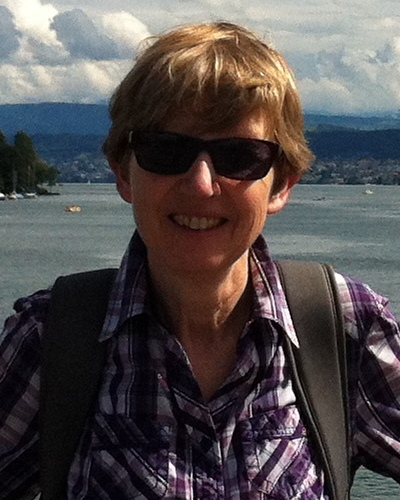
Claudia Schoppmann am Zürichsee, 2014

Claudia Schoppmann (* 17. Februar 1958 in Stuttgart) ist eine deutsche Historikerin, wissenschaftliche Autorin und Publizistin. Bekannt wurde sie vor allem durch ihre Beiträge zur deutschsprachigen Lesbenforschung. Sie arbeitete bis 2023 als wissenschaftliche Mitarbeiterin der Gedenkstätte Stille Helden in der Stiftung Gedenkstätte Deutscher Widerstand in Berlin.

## Leben
Nach ihrem Abitur in Detmold studierte Claudia Schoppmann Germanistik, Geschichte und Publizistik, zunächst an der Universität Münster und seit 1979 an der Freien Universität Berlin.
Sie war 1984 an der ersten Ausstellung zu homosexuellem Leben in Deutschland beteiligt, die im Berlin Museum gezeigt wurde (Eldorado. Homosexuelle Frauen und Männer in Berlin 1850–1950). Ihre Magisterarbeit über die Schriftstellerin Anna Elisabet Weirauch (1887–1970) und deren Roman Der Skorpion wurde 1985 bei Frühlings Erwachen unter dem Titel „Der Skorpion“ – Frauenliebe in der Weimarer Republik veröffentlicht.
Im Anschluss an ihr Studium erhielt sie ein Stipendium des Hamburger Instituts für Sozialforschung zur Erforschung weiblicher Homosexualität in der NS-Zeit. 1990 wurde Claudia Schoppmann bei Reinhard Rürup und Karin Hausen an der Technischen Universität Berlin in Neuerer Geschichte promoviert. Ihre Dissertation publizierte der Verlag Centaurus unter dem Titel Nationalsozialistische Sexualpolitik und weibliche Homosexualität 1991 und 1997 in einer überarbeiteten Neuauflage. Seither erschienen von ihr zahlreiche bedeutsame Aufsätze und Bücher zum Thema, etwa Zeit der Maskierung (1993); das Buch mit zehn Lebensgeschichten lesbischer Frauen im „Dritten Reich“ wurde auch ins Niederländische und Englische übersetzt. Mit ihren Veröffentlichungen und als Referentin im In- und Ausland leistete sie einen wesentlichen Beitrag zur Aufarbeitung der Geschichte lesbischer Frauen im Nationalsozialismus. Ebenso arbeitete sie an der Schweizer Ausstellung Unverschämt – Lesben und Schwule gestern und heute mit, die 2002 im Stadthaus Zürich sowie in Basel (2004) und Bern (2006) gezeigt wurde.
Neben dem Schwerpunkt zu lesbischer Geschichte im Nationalsozialismus veröffentlichte Schoppmann im Bereich der Exilforschung Porträts deutschsprachiger emigrierter Schriftstellerinnen (Im Fluchtgepäck die Sprache, 1991). Seit 1999 widmet sie sich der Untersuchung einer lange ausgeblendeten Form von Widerstand gegen die NS-Judenverfolgung: der Hilfe derjenigen Frauen und Männer, die untergetauchte Jüdinnen und Juden versteckten und sie so vor Deportation und Ermordung zu retten versuchten. Von 1999 bis 2002 war sie wissenschaftliche Mitarbeiterin am Zentrum für Antisemitismusforschung der Technischen Universität Berlin im Projekt Rettung von Juden im nationalsozialistischen Deutschland. Im Herbst 2003 war sie Fellow am Center for Advanced Holocaust Studies am United States Holocaust Memorial Museum in Washington, DC. Als Mitarbeiterin der Gedenkstätte Stille Helden hatte sie die Ausstellung „Stille Helden. Widerstand gegen die Judenverfolgung 1933 bis 1945“ (2008–2018) mit konzipiert und kuratiert.
Claudia Schoppmann engagiert sich „bis heute in politischen Initiativen gegen das Verschweigen und Vergessen lesbischer Frauen während der NS-Zeit, beispielsweise in der Debatte um das Denkmal für die im Nationalsozialismus verfolgten Homosexuellen im Berliner Tiergarten“.
Claudia Schoppmann lebt in Berlin.

## Auszeichnungen
- „Rosa Courage“-Preis für ihren Beitrag zur Aufarbeitung der Geschichte lesbischer Frauen im Nationalsozialismus; Osnabrück (1997)
- „Zivilcourage“-Preis für ihren Beitrag zur Aufarbeitung der Geschichte lesbischer Frauen im Nationalsozialismus; Berliner CSD e. V. (2012)[6]

## Veröffentlichungen (Auswahl)
Monografien
- Verbotene Verhältnisse. Frauenliebe 1938–1945. Querverlag, Berlin 1999, ISBN 3-89656-038-7; E-Book ISBN 978-3-89656-573-0.
- Zeit der Maskierung. Lebensgeschichten lesbischer Frauen im „Dritten Reich“. Orlanda Frauenverlag, Berlin 1993. 2. Auflage Fischer, Frankfurt am Main 1998, ISBN 3-596-13573-7. Übersetzungen: niederländische Ausgabe Amsterdam 1995, englische Ausgabe New York 1996. Rezension der englischen Ausgabe
- Nationalsozialistische Sexualpolitik und weibliche Homosexualität. Centaurus, Pfaffenweiler 1991. 2., überarbeitete Auflage 1997, ISBN 3-89085-538-5.
- Der Skorpion. Frauenliebe in der Weimarer Republik. Frühlings Erwachen. Hamburg 1985. 2. Aufl. 1991, ISBN 3-89656-038-7.

(Mit-)Herausgeberin und Mitautorin
- „Damals wurde uns klar, dass Bleiben Lebensgefahr bedeutete“. Eva Siewert und Alice Carlé, eine Liebe während der Shoa. - Schriften der Gedenkstätte Deutscher Widerstand, Reihe B: Quellen und Zeugnisse (14), Berlin 2025, ISBN 978-3-86732-477-9. (Mitautorin, Mitherausgeberin, mit Oranna Dimmig und Raimund Wolfert).
- „Ich fürchte die Menschen mehr als die Bomben“. Aus den Tagebüchern von drei Berliner Frauen 1938–1946. Metropol, Berlin 1996 (Mitautorin, Mitherausgeberin, mit Angela Martin).
- Ausstellungskatalog (dt./engl.) Charterflug in die Vergangenheit. 50 Jahre Besuchsprogramm des Berliner Senats für NS-Verfolgte, Hg. Stiftung Gedenkstätte Deutscher Widerstand, Berlin 2019, ISBN 978-3-945812-40-2 (Mitautorin).
- Ausstellungskatalog Stille Helden. Widerstand gegen die Judenverfolgung 1933 bis 1945, Hg. Stiftung Gedenkstätte Deutscher Widerstand, 2. überarbeitete Auflage 2018, ISBN 978-3-945812-16-7, engl. Ausgabe Berlin 2018, ISBN 978-3-945812-17-4. (Mitautorin).
- Elisabeth Hofacker: Menschen auf dem Prüfstand. Eine Berliner Familie im Widerstand gegen die Judenverfolgung. Metropol Verlag, Berlin 2013, ISBN 978-3-86331-136-0 (Hg. von Claudia Schoppmann).
- Else Krell: Wir rannten um unser Leben. Illegalität und Flucht aus Berlin 1943. Metropol Verlag, Berlin 2015, ISBN 978-3-86331-238-1 (Hg. von Claudia Schoppmann).
- Zum Doppelleben gezwungen – Vermeidungs- und Überlebensstrategie von lesbischen Frauen im „Dritten Reich“. In: Bundesstiftung, Magnus Hirschfeld (Hrsg.): Forschung im Queerformat. Aktuelle Beiträge der LSBTI-, Queer- und Geschlechterforschung, Transcript Verlag, Bielefeld 2014.
- Sie blieben unsichtbar. Zeugnisse aus den Jahren 1941–1945. Berlin 2006 (Mitautorin, Mitherausgeberin, mit Beate Kosmala).
- Überleben im Untergrund. Hilfe für Juden in Deutschland 1941–1945. Metropol Verlag, Berlin 2002 (Mitautorin, Mitherausgeberin, mit Beate Kosmala).
- Zwischen Rebellion und Reform. Frauen im Berliner Westen. Hg. Heimatmuseum Charlottenburg. Berlin 1999 (Mitautorin).
- Ruth Landshoff-Yorck: Klatsch, Ruhm und kleine Feuer. Biographische Impressionen. Hg. und Vorwort Claudia Schoppmann, Fischer, Frankfurt am Main 1997.
- „Ich fürchte die Menschen mehr als die Bomben“. Aus den Tagebüchern von drei Berliner Frauen 1938–1946. Metropol, Berlin 1996 (Mitautorin, Mitherausgeberin, mit Angela Martin).
- Nach der Shoa geboren. Jüdische Frauen in Deutschland. Elefanten Press Verlag, Berlin 1994, ISBN 3-88520-529-7 (Mitherausgeberin, mit Jessica Jacoby und Wendy Henry).
- Im Fluchtgepäck die Sprache. Deutschsprachige Schriftstellerinnen im Exil. Orlanda, Berlin 1991. 2. Auflage Fischer, Frankfurt am Main 1995, ISBN 3-596-12318-6 (Autorin, Herausgeberin).